# Wacky Races (videójáték)
A Wacky Races (チキチキマシン猛レース-; Hepburn: Chiki Chiki Machine Mou Race) egy platformer videójáték, amit az Atlus fejlesztett és adott ki Nintendo Entertainment System játékkonzolra. Egy Game Boy Color/Dreamcast/PC/PlayStation/PlayStation 2 játék is megjelent 2000-ben hasonló néven, de azt az Infogrames adta ki és az egy versenyzős játék. A játék a Hanna-Barbera Flúgos futam című rajzfilmjén alapul, főszerepbe helyezve Mardelt és Gézengúz Gusztit. 2008-ban megjelent hasonló címen egy játék Wiire, viszont az lövöldözős játék volt.

## Játékmenet
A játékos Mardelt irányíthatja három eltérő területen (Hip Hop, Splish Splash és Go Go America) egy tipikus platformer környezetben. Száz gyémánt begyűjtésével Mardel egy újabb élethez jut, míg egy csont megtalálásával Mardel válthat a fegyverei között, ezzel csekély stratégiai elemet adva a játékhoz.